# Nikolaus Michalek
Nikolaus Michalek (* 5. April 1940 in Wien) ist ein österreichischer Notar und parteiloser Politiker.
Michaleks Eltern waren Ilse Maria Adelheid Michalek (* 22. Oktober 1911, † 16. Dezember 2000) und Richard Michalek (* 22. August 1904, † 9. Februar 1976). Er promovierte 1962 an der Universität Wien (Dr. iur). Von 1976 bis 1990 und ab dem Jahr 2000 war er als öffentlicher Notar in Wien tätig. 1989/90 war er Präsident der österreichischen Notariatskammer.
Von 1990 bis 2000 war Michalek österreichischer Justizminister.
Er war Präsident des Österreichischen Juristentags.

## Auszeichnungen
- Großes Goldenes Ehrenzeichen am Bande für Verdienste um die Republik Österreich